# I3 (窗口管理器)
i3 是一个X11下的平铺式窗口管理器，受到了wmii的启发，使用C语言写成。i3支持平铺、层叠以及标签式排布窗口，并能自动实现排列，使屏幕空间得到充分利用。 i3使用纯文本文件配置，通过Unix域套接字与基于JSON的IPC接口也能在多种编程语言下拓展其功能。
与wmii一样，i3使用类似于vi的控制系统。默认情况下，改变窗口焦点需要同时按下Mod1键（Alt或Win）与方向键（JKL;或↑↓←→），而移动窗口则需在此基础上加上Shift键。

## 与其他平铺式窗口管理器的比较
- 通过纯文本配置，不需编程知识。
- 与dwm, awesome以及xmonad等流行的平铺式窗口管理器不同，窗口被容纳在容器中，用户可对容器进行横向或竖向的切割，或是改变大小，来装载不同的窗口。用户亦可使用标签式排列（类似于现代浏览器的标签）来叠放窗口。

## 浮动弹窗
虽然i3是一个平铺式窗口管理器，但如密码输入框之类的特殊窗口并不会被展示为一个平铺的窗口，而是会出现在所有的平铺窗口之上，就像在GNOME或KDE等桌面環境中一样。